# هينريك أوجاما
هينريك أوجاما (20 مايو 1991 إستونيا - ) هو لاعب كرة قدم إستوني، يلعب كمهاجم.

## وصلات خارجية
هينريك أوجاما على موقع الاتحاد الدولي (مؤرشف)  (الإنجليزية)
- هينريك أوجاما على موقع الاتحاد الأوربي (الإنجليزية)
- هينريك أوجاما على موقع اتحاد إستونيا (الإنجليزية)
- هينريك أوجاما على موقع قاعدة بيانات كرة القدم.إي يو (الإنجليزية)
- هينريك أوجاما على موقع ناشيونال فوتبول تيمز (الإنجليزية)
- هينريك أوجاما على موقع Soccerbase.com (لاعب) (الإنجليزية)
- هينريك أوجاما على موقع Soccerway.com (الإنجليزية)
- هينريك أوجاما على موقع عالم كرة القدم.نت (الإنجليزية)
- هينريك أوجاما على موقع AS.com (الإسبانية)